# Cantón de Bordères-sur-l'Échez
El cantón de Bordères-sur-l'Échez es una división administrativa francesa, situada en el departamento de Altos Pirineos y la región de Mediodía-Pirineos.

## Composición
El cantón de Bordères-sur-l'Échez incluye once comunas:
- Ibos
- Aurensan (Altos Pirineos)
- Bazet
- Bordères-sur-l'Échez
- Gayan
- Lagarde (Altos Pirineos)
- Oroix
- Oursbelille
- Pintac
- Sarniguet
- Tarasteix